# Риос Маркес, Лукас
Лукас Риос Маркес (порт.-браз. Lucas Rios Marques; 26 марта 1988, Пасус) — бразильский футболист, защитник клуба «Витория» (Салвадор).

## Биография
Лукас попал в 2003 году в молодёжный состав «Фигейренсе» из города Флорианополис. В 2007 году он переходит на профессиональный уровень, подписав контракт с этим клубом. Сыграв один сезон в команде, переходит на правах аренды в «Сан-Бенту», где проводит один год.
После окончания сезона 2010 года Лукас подписывает пятилетний контракт в «Ботафого».
Лукас сыграл два матча в составе сборной Бразилии, и оба — против сборной Аргентины.
|    | Дата             | Место проведения                   | Результат | Соперник  | Голы |
| -- | ---------------- | ---------------------------------- | --------- | --------- | ---- |
| 1. | 19 сентября 2012 | Серра Доурада, Гояния, Бразилия    | 2-1       | Аргентина | 0    |
| 2. | 21 ноября 2012   | Бомбонера, Буэнос-Айрес, Аргентина | 1(4)-2(3) | Аргентина | 0    |

## Достижения
- Победитель Суперкласико де лас Америкас (1): 2012
- Чемпион штата Рио-де-Жанейро (1): 2013
- Чемпион Кубка Бразилии (1): 2015
- Обладатель Кубка Гуанабара (1): 2017